# Odinzowo
Odinzowo (russisch Одинцо́во) ist eine Kreisstadt in Russland, in der Oblast Moskau mit 138.930 Einwohnern (Stand 14. Oktober 2010). Sie liegt sechs Kilometer westlich von der Stadtgrenze Moskaus, nahe der Fernstraße M1 und an der Bahnstrecke Moskau–Minsk–Warschau.

## Geschichte
Das Dorf Odinzowo war seit 1470 bekannt. Der 1870 begonnene Ausbau der Eisenbahnstrecke Moskau–Smolensk verhalf dem Ort zu einem Aufschwung, welcher sich durch seine Beliebtheit als Erholungsort für die Moskauer Bevölkerung fortsetzte. In der Folgezeit wurde Odinzowo ein beliebter Wohnvorort der Hauptstadt. 1957 wurden ihm die Stadtrechte verliehen.

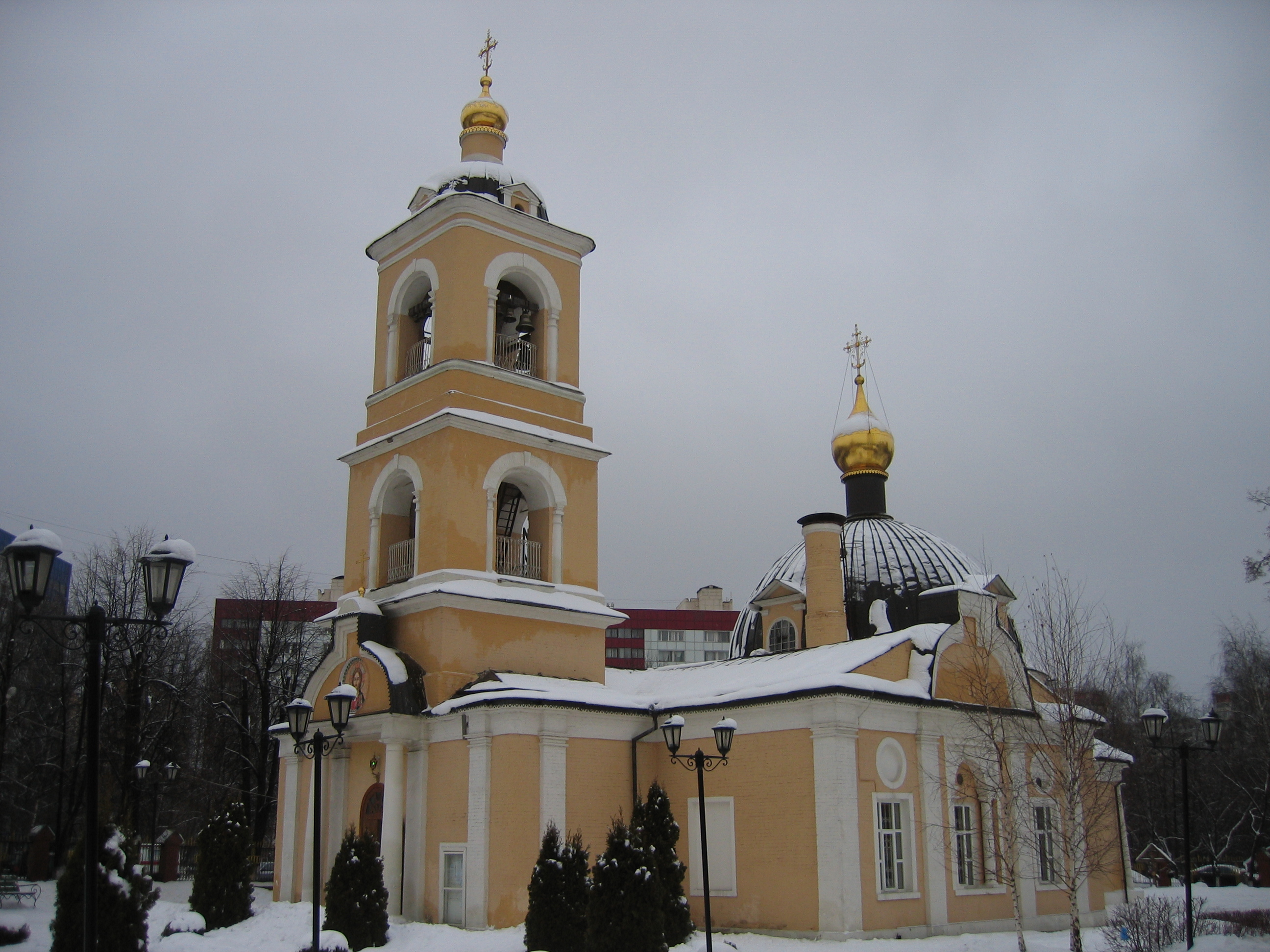
Grebnewskaja-Kirche
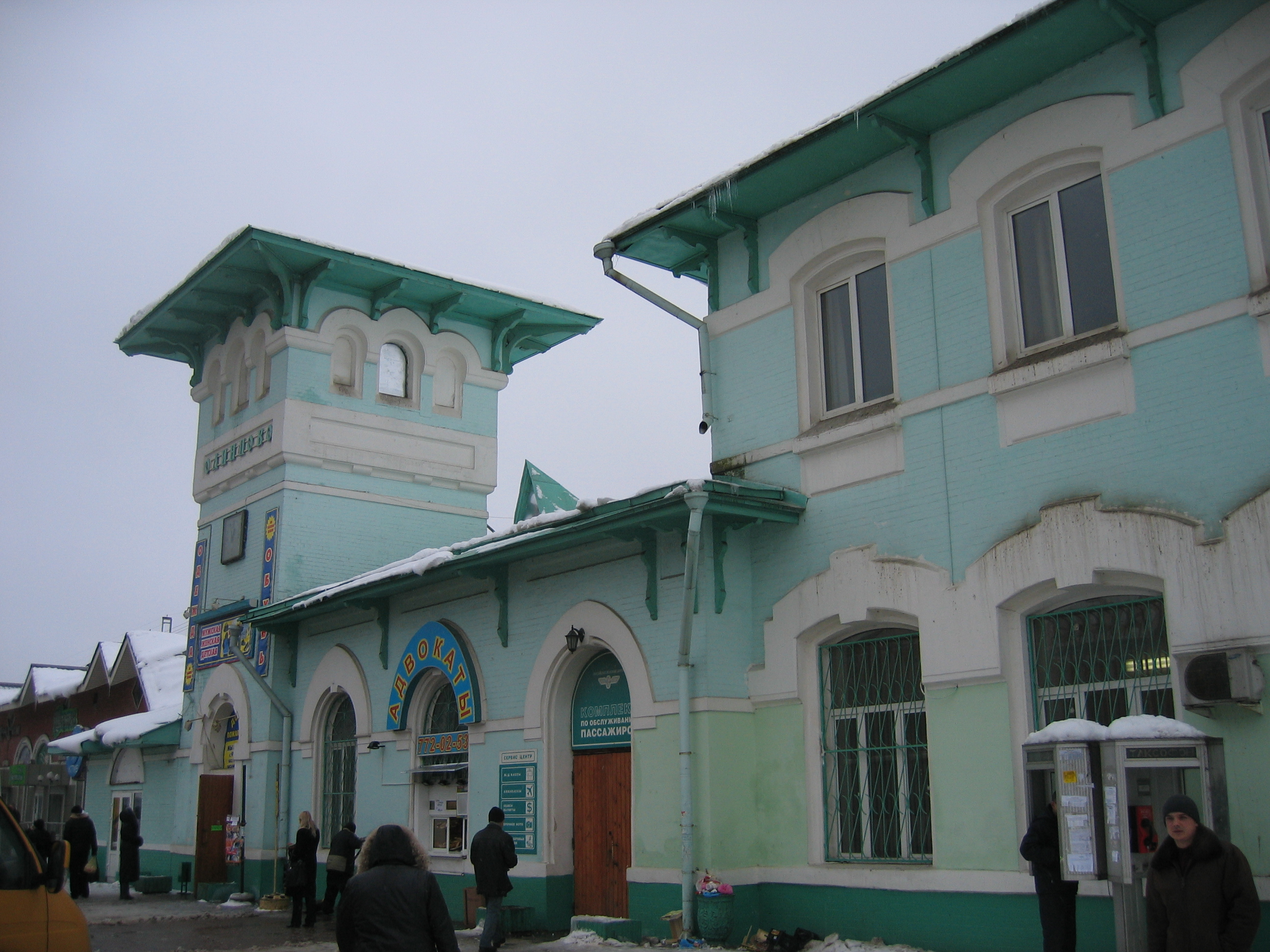
Altes Bahnhofsgebäude
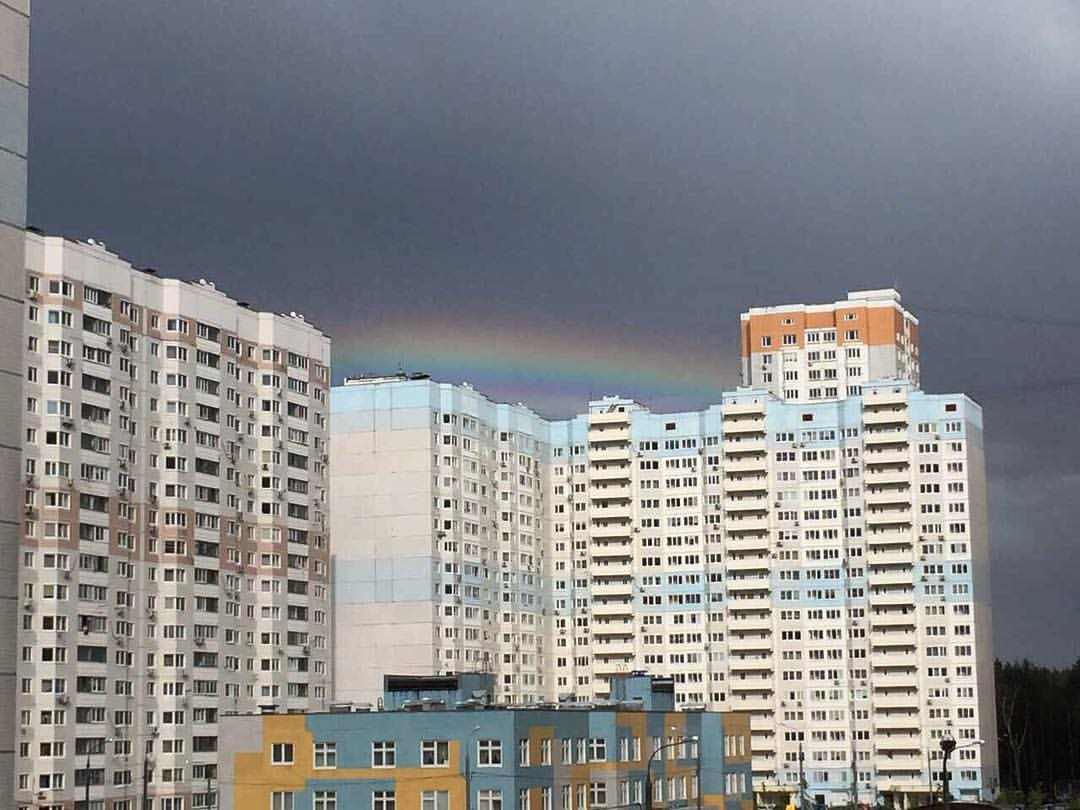
Wohnkomplex in Odinzowo

### Bevölkerungsentwicklung
| Jahr | Einwohner |
| ---- | --------- |
| 1926 | 3.000     |
| 1939 | 12.548    |
| 1959 | 20.337    |
| 1970 | 67.254    |
| 1979 | 101.365   |
| 1989 | 125.149   |
| 2002 | 134.844   |
| 2010 | 138.930   |
| 2013 | 137.810   |

Anmerkung: bis 2010 Volkszählungsdaten (1926 gerundet)

## Wirtschaft
Wichtige Wirtschaftszweige sind die Baustoff- und Chemieindustrie, auch die Kleider- und Möbelherstellung prägen die Stadt.

## Sport
Der Damen-Volleyballverein VK Saretschje Odinzowo nimmt an der russischen Meisterschaft teil.

## Städtepartnerschaften
Odinzowo listet folgende Partnerstädte auf:
- Nawapolazk, Belarus
- Berdjansk, Ukraine
- / Kertsch, Ukraine/Russland
- Kisljar, Russland
- Wittmund, Deutschland
- Anadyr, Russland
- Kruševac, Serbien

## Sehenswürdigkeiten
In Odinzowo gibt es eine Kirche (Grebnewskaja Zerkow) aus dem Jahr 1802. Weitere markante Bauwerke der Stadt sind das Bahnhofsgebäude aus dem späten 19. Jahrhundert sowie die 1887 erbaute ehemalige Ziegelei, in der heute das Heimatmuseum ansässig ist.

## Söhne und Töchter der Stadt
- Iwan Dubassow (1897–1988), Grafiker
- Konstantin Kryschewski (1926–2000), Fußballspieler[3]
- Roman Avdeev (* 1967), Investor und Manager
- Wiktor Gordijuk (* 1970), Eishockeyspieler
- Olga Budina (* 1975), Theater- und Filmschauspielerin
- Wladimir Loginow (* 1981), Eishockeyspieler
- Sofja Otschigawa (* 1987), Boxerin
- Owik Ogannisjan (* 1992), Boxer
- Elena Kulichenko (* 2002), russisch-zypriotische Hochspringerin